# ブナ目
ブナ目（ブナもく、学名：Fagales）は、双子葉植物の目の1つ。

## 分類

### APG植物分類体系
7科に37属1311種を含む。
- ナンキョクブナ科 Nothofagaceae - 1属35種
- ブナ科 Fagaceae - 2つの亜科9属927種
- ヤマモモ科 Myricaceae - 4属57種
- クルミ科 Juglandaceae - 12属51種
- モクマオウ科 Casuarinaceae - 4属95種
- ティコデンドロン科 Ticodendraceae - 1属1種
- カバノキ科 Betulaceae - 6属145種

|  | アムボレラ目 スイレン目 アウストロバイレヤ目 センリョウ目 カネラ目 コショウ目 クスノキ目 モクレン目 ショウブ目 オモダカ目 ヤマノイモ目 タコノキ目 ユリ目 キジカクシ目 ダシポゴン科 ヤシ目 イネ目 ツユクサ目 ショウガ目 マツモ目 キンポウゲ目 アワブキ科 ヤマモガシ目 ツゲ目 ヤマグルマ目 グンネラ目 ハマビシ目 ニシキギ目 キントラノオ目 カタバミ目 マメ目 バラ目 ウリ目 ブナ目 フウロソウ目 フトモモ目 クロッソソマ目 ムクロジ目 フエルテア目 アブラナ目 アオイ目 ブドウ目 ユキノシタ目 ビワモドキ科 ベルベリドプシス目 ビャクダン目 ナデシコ目 ミズキ目 ツツジ目 ガリア目 リンドウ目 シソ目 ナス目 モチノキ目 セリ目 キク目 マツムシソウ目 |

### クロンキスト体系
- バラノプス科 Balanopaceae
- カバノキ科 Betulaceae
- ブナ科 Fagaceae
- ナンキョクブナ科 Nothofagaceae

### 新エングラー体系
- カバノキ科 Betulaceae
- ブナ科 Fagaceae